# Stephanopis salobrensis
Stephanopis salobrensis là một loài nhện trong họ Thomisidae.
Loài này thuộc chi Stephanopis. Stephanopis salobrensis được Cândido Firmino de Mello-Leitão miêu tả năm 1929.